# イッサ・カロン
イッサ・カロン（Issa Kallon、1996年1月3日 - ）は、オランダ・ザイスト出身のサッカー選手。南通支雲足球倶楽部所属。ポジションはFW。シエラレオネ代表。

## クラブ経歴
SBVフィテッセの下部組織で育成され、フィテッセでのプロデビュー前にFCユトレヒトへと移籍し、2014年8月24日、フェイエノールト戦にてプロデビューを果たした。2016年7月27日、2016-17シーズンはFCエメンへレンタル移籍することが決まった。
2017年8月14日、SCカンブールに移籍し、2年契約を結んだ。
2022年7月28日、中国超級・上海ポートに移籍をした。
2024年2月9日、南通支雲足球倶楽部に移籍した。

## 代表経歴
2022年1月16日、コートジボワール代表戦にてシエラレオネ代表初キャップを刻んだ。